# Pseudorthodes enervis
Pseudorthodes enervis är en fjärilsart som beskrevs av Achille Guenée 1852. Pseudorthodes enervis ingår i släktet Pseudorthodes och familjen nattflyn. Inga underarter finns listade.